# Высший совет национальной безопасности Ирана
Высший совет национальной безопасности (перс. شورای عالی امنیت ملی‎) — исполнительный политический орган Исламской республики Иран. Этот институт был основан в 1989 согласно статье 176 пересмотренной Конституции Ирана. Юридически глава Совета — президент Ирана, фактически — Высший руководитель Ирана, который имеет двух личных представителей в составе Совета. Президент выбирает секретаря Совета. Решения Совета вступают в силу после утверждения Высшим руководителем Ирана.
Обязанности Совета, определённые конституцией, включают в себя:
- разработку политики в сфере обороны и национальной безопасности в рамках общего курса, определяемого Высшим руководителем Ирана;
- координация деятельности в политической, разведывательной, социальной, культурной и экономической сферах в отношении вопросов, связанных с обороной и безопасностью;
- использование материально-технических и интеллектуальных ресурсов страны для защиты от внутренних и внешних угроз.

## Персональный состав
По состоянию на 2013 год в состав Совета входили:
- Президент Хасан Рухани
- Спикер меджлиса Али Лариджани
- Глава судебной власти аятолла Садик Лариджани
- Главнокомандующий вооруженными силами генерал-майор Сейед Фирузабади
- Вице-президент, начальник управления планирования и организации Мохаммад Вагер Нобахт[англ.]
- Секретарь Высшего совета национальной безопасности, представитель Высшего руководителя Ирана контр-адмирал Али Шамхани
- Представитель Высшего руководителя Ирана Саид Джалили
- Командующий Вооруженными силами генерал-майор Атаолла Салехи
- Командующий Корпусом стражей Исламской революции генерал-майор Мохаммад-Али Джаафари
- Министр иностранных дел Мохаммад Джавад Зариф
- Министр внутренних дел Абдольреза Рахмани Фазли
- Министр разведки и национальной безопасности Махмуд Алави
- Министр профильного министерства.